# Bédarieux
Bédarieux è un comune francese di 6 826 abitanti situato nel dipartimento dell'Hérault nella regione dell'Occitania. È attraversato dal fiume Orb.

## Società

### Evoluzione demografica
Abitanti censiti